# Liste der Nummer-eins-Hits in Griechenland (2012)
| Singles |
| --- |
| - Gravitonas – Lucky Star - 1 Woche (31. Dezember – 7. Januar, insgesamt 3 Wochen) - Despina Vandi – Mou Echis Perasi - 1 Woche (8. Januar – 14. Januar) - Imany – You Will Never Know - 1 Woche (15. Januar – 22. Januar) - Gym Class Heroes – Stereo Hearts - 1 Woche (23. Januar – 28. Januar) - Gravitonas – Lucky Star - 1 Woche (29. Januar – 4. Februar, insgesamt 3 Wochen) - Michel Teló – Ai Se Eu Te Pego! - 1 Woche (5. Februar – 11. Februar, insgesamt 3 Wochen) - Gravitonas – Lucky Star - 1 Woche (12. Februar – 18. Februar, insgesamt 3 Wochen) - Fade – Won't Let Go - 1 Woche (19. Februar – 25. Februar, insgesamt 2 Wochen) - T.N.S feat Demy & OGE – Mono Mprosta - 1 Woche (26. Februar – 3. März) - Michel Teló – Ai Se Eu Te Pego! - 2 Wochen (4. März – 17. März, insgesamt 3 Wochen) - Sean Paul & Alexis Jordan – Got 2 Luv U - 2 Wochen (18. März – 31. März, insgesamt 3 Wochen) - Vegas – Pio Psila - 1 Woche (1. April – 7. April, insgesamt 3 Wochen) - Fade – Won't Let Go - 1 Woche (8. April – 14. April, insgesamt 2 Wochen) - Vegas – Pio Psila - 1 Woche (15. April – 21. April, insgesamt 3 Wochen) - Gotye feat. Kimbra – Somebody That I Used to Know - 5 Wochen (22. April – 26. Mai, insgesamt 6 Wochen) - Adrian Sina & Sandra N. – Angel - 1 Woche (27. Mai – 2. Juni, insgesamt 5 Wochen) - Vegas – Pio Psila - 1 Woche (3. Juni – 9. Juni, insgesamt 3 Wochen) - Adrian Sina & Sandra N. – Angel - 3 Wochen (10. Juni – 31. Juni, insgesamt 5 Wochen) - Rec & Mike – Ase Me Na S Agapo - 2 Wochen (1. Juli – 7. Juli) - Adrian Sina & Sandra N. – Angel - 3 Wochen (8. Juli – 13. Juli, insgesamt 5 Wochen) - Gotye feat. Kimbra – Somebody That I Used to Know - 1 Woche (13. Juli – 21. Juli, insgesamt 6 Wochen) - Demy – Poses Chiliades Kalokeria - 1 Woche (22. Juli – 28. Juli, insgesamt 2 Wochen) - Carly Rae Jepsen – Call Me Maybe - 1 Woche (29. Juli – 4. August, insgesamt 2 Wochen) - Demy – Poses Chiliades Kalokeria - 1 Woche (5. August – 11. August, insgesamt 2 Wochen) - Carly Rae Jepsen – Call Me Maybe - 1 Woche (12. August – 18. August, insgesamt 2 Wochen) - Finnebassen – If You Only Knew - 3 Wochen (19. August – 8. September) - Flo Rida – Whistle - 2 Wochen (9. September – 22. September, insgesamt 6 Wochen) - Sıla Gençoğlu – Töre - 2 Wochen (23. September – 6. Oktober, insgesamt 4 Wochen) - Flo Rida – Whistle - 1 Woche (5. Oktober – 13. Oktober, insgesamt 6 Wochen) - Claydee & Kostas Martakis – Mamacita Buena - 2 Wochen (14. Oktober – 20. Oktober) - Flo Rida – Whistle - 1 Woche (21. Oktober – 27. Oktober, insgesamt 6 Wochen) - Claydee & Kostas Martakis – Mamacita Buena - 2 Wochen (28. Oktober – 3. November) - Flo Rida – Whistle - 2 Wochen (4. November – 16. November, insgesamt 6 Wochen) - Nikos Economopoulos – Ennoite - 1 Woche (17. November – 23. November) - Maroon 5 – One More Night - 1 Woche (24. November – 30. November) - Pink – Blow Me (One Last Kiss) - 1 Woche (1. Dezember – 7. Dezember) - Asaf Avidan & the Mojos – One Day / Reckoning Song (Wankelmut Remix) - 1 Woche (8. Dezember – 14. Dezember, insgesamt 4 Wochen) - Demy – I Zoi (To Pio Omorfo Tragoudi) - 1 Woche (15. Dezember – 21. Dezember, insgesamt 3 Wochen) - Asaf Avidan & the Mojos – One Day / Reckoning Song (Wankelmut Remix) - 1 Woche (22. Dezember – 28. Dezember, insgesamt 4 Wochen) - Demy – I Zoi (To Pio Omorfo Tragoudi) - 2 Wochen (29. Dezember 2012 – 11. Januar, insgesamt 3 Wochen) |